# Tomine Harket
Tomine Harket (14 april 1993) is een Noors zangeres. Ze is de dochter van Camilla Malmquist Harket en a-ha zanger Morten Harket.

## Biografie
In 2004 speelde Harket de hoofdrol in de musical Annie. Ze keerde terug in deze rol in Annie 2. In 2004 sprak ze ook de Noorse stem in van Stephanie in het IJslandse kinderprogramma LazyTown. In 2018 vertolkte ze een van de rollen in de Disney-serie Camp Rock. In 2013 sprak ze tevens de stem in van Ipp in de animatiefilm The Croods.
Vanaf 2008 maakte Harket deel uit van de popgroep Fixx samengesteld door VG en Èlan producties. Twee jaar later nam ze als solozangeres deel aan Melodi Grand Prix 2010, de Noorse preselectie voor het Eurovisiesongfestival 2010, met het nummer Be Good To Me. Ze wist niet door te stoten naar de finale. Harket nam in 2016 deel aan de televisieserie Stjernekamp, waarin ze in zeven afleveringen verscheen. In 2018 werkte Harket samen met Alan Walker, waarmee ze de single Darkside uitbracht. Het nummer werd genomineerd voor drie Spellemannprisen. Twee jaar later bracht Harket haar debuut ep I'm Not Crying. You Are uit. Harket nam eveneens deel aan Farmen jendis, een Noors realityprogramma, waarin ze in een duel werd uitgeschakeld door Kjersti Grini.

## Discografie

### EP's
| Jaar | Titel                   |
| ---- | ----------------------- |
| 2014 | I'm Not Crying, You Are |

### Singles
| Jaar | Titel                            |
| ---- | -------------------------------- |
| 2010 | Be Good to Me                    |
| 2018 | Darkside (samen met Alan Walker) |
| 2020 | Not Together, Together           |
| 2020 | Affection                        |
| 2020 | About You                        |
| 2020 | I'm Gone                         |
| 2020 | I'm Not Crying, You Are          |
| 2022 | Sit On My Face                   |
| 2022 | Pyschopath                       |

- Bibsys: 5025304
- MusicBrainz: 20c01a5f-f8ff-46c5-a3ca-f7a6077c5ca1
- Virtual International Authority File: 14145971594132332887